# Ermita de Santa Cristina (Artana)
La ermita de Santa Cristina de Artana, en la Plana Baja, a 2 km del municipio, por la carretera de Eslida, es un templo católico catalogado como Bien de Relevancia Local  según la Disposición Adicional Quinta de la Ley 5/2007, de 9 de febrero, de la Generalitat, de modificación de la Ley 4/1998, de 11 de junio, del Patrimonio Cultural Valenciano (DOCV Núm. 5.449 / 13/02/2007), con código identificador: 12.06.016-003.

## Descripción histórico-artística
La ermita es una construcción datada del siglo XVIII, que forma parte de un complejo de edificiaciones anexas así como del paraje natural en el que se eleva.
La ermita posee dependencias para el ermitaño así como una hospedería y una zona de esparcimiento y recreo dentro de un paraje natural, con una fuente de agua natural a cuyo alrededor se construyó una especie de anfiteatro de carácter rústico.
Externamente es de gran sencillez, destacando tan solo las amplias portaladas que destacan en la plaza rodeada de cipreses en la que se abren. La fachada posee un porche previo del que destaca una espadaña con una sola campana y relatada en cruz y veleta.
Interiormente se trata de un edificio de una sola nave edificada en estilo dórico. Presenta un coro alto a los pies de la planta. Por otro lado, en el altar mayor se encuentra la imagen de Santa Cristina, que es una copia de la imagen barroca que en la actualidad de custodia en la iglesia parroquial.

## Fiesta
Las fiestas en honor de la santa, que además es la patrona de Artana, se celebran en el mes de julio, y entre los actos se lleva a cabo una romería el día 24 de julio, y entre los actos se bendice el agua de la fuente. Es invocada en tiempo de sequía tal como piden los gozos que tiene dedicados.